# Feld- und Waldbahn Riedlhütte
| Bahnhof Riedlhütte (Waldbahn)                                                                                                  |                     |                         |                         |
| Streckenverlauf der Feldbahn Riedlhütte                                                                                        |                     |                         |                         |
| Streckenlänge: | 1 km                |                         |                         |
| Spurweite: | 600 mm (Schmalspur) |                         |                         |
| |                     |                         |                         |
| \| \| \| Ohebrücke \| \| \| \| Bahnübergang Bergstraße \| \| \| \| Riedlhütte \| \| \| \| Badeweiher \| \| \| \| Krummwiese \| |                     |                         |                         |
| U-Bahn-Haltepunkt / Haltestelle Streckenanfang                                                                                 |                     | Ohebrücke               | Ohebrücke               |
| U-Bahn-Bahnübergang |                     | Bahnübergang Bergstraße | Bahnübergang Bergstraße |
| U-Bahn-Haltepunkt / Haltestelle                                                                                                |                     | Riedlhütte              | Riedlhütte              |
| U-Bahn-Haltepunkt / Haltestelle                                                                                                |                     | Badeweiher              | Badeweiher              |
| U-Bahn-Haltepunkt / Haltestelle Streckenende                                                                                   |                     | Krummwiese              | Krummwiese              |

Die Feld- und Waldbahn Riedlhütte e. V. ist eine ehrenamtlich betriebene Schmalspurbahn in Sankt Oswald-Riedlhütte im Bayerischen Wald.

## Streckenverlauf
Die einen Kilometer lange Strecke mit einer Spurweite von 600 mm verläuft auf einer Ost-West-Trasse. Es gibt vier Haltepunkte: Ohebrücke am Parkplatz, Riedlhütte am Vereinsgebäude, Badeweiher und Krummwiese.

## Fahrbetrieb

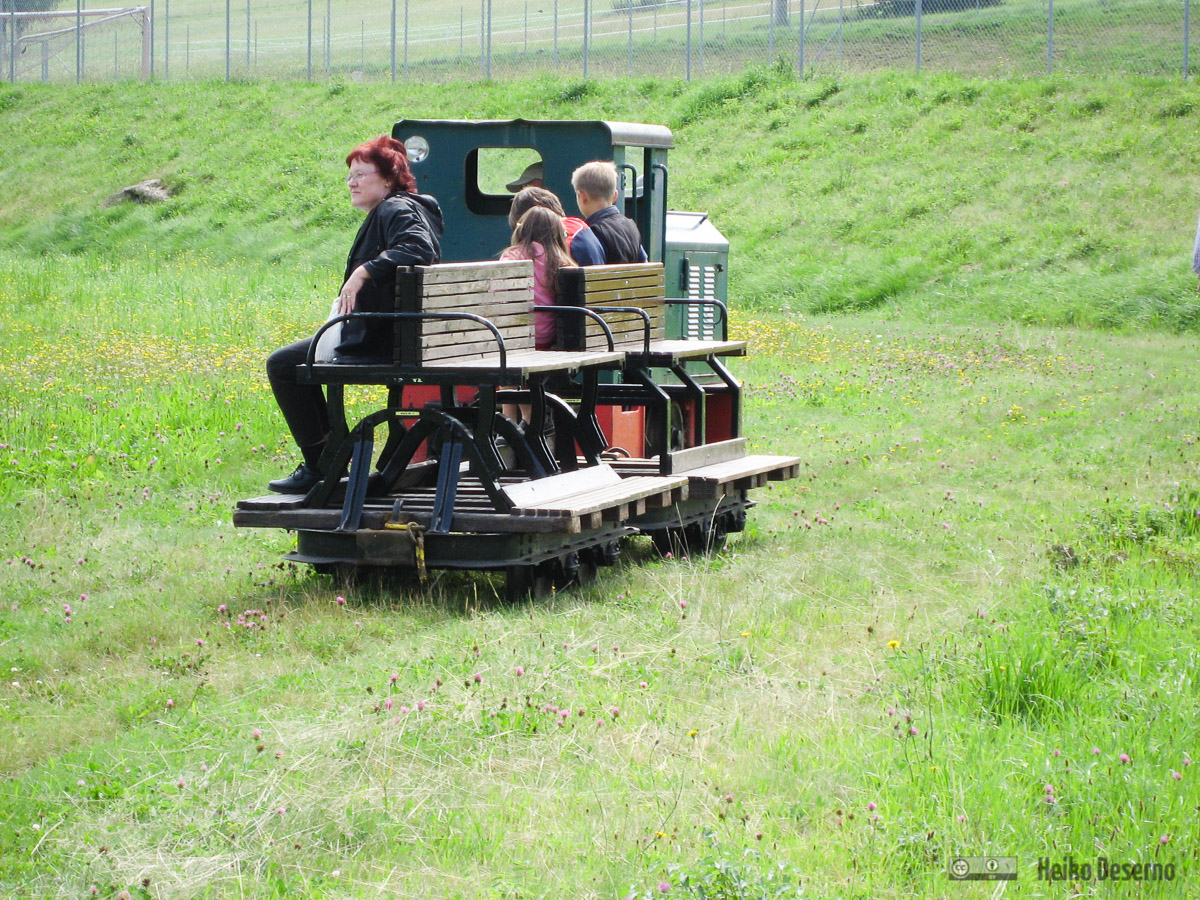
Personenzug

Die Eisenbahn ist an etwa 16 Tagen pro Jahr für den Publikumsverkehr geöffnet, wobei bei gutem Wetter auch mehrere Züge eingesetzt werden.
Alle Fahrten erfolgen von 10:00 Uhr bis 16:00 Uhr oder 17:00 Uhr bei Bedarf von dem zentral gelegenen Bahnhof Riedlhütte. Für die Hin- und Rückfahrt braucht die Bahn insgesamt etwa 18 min.

## Geschichte
Der Verein wurde 1987 als Feldbahn Fränking in Fränking nördlich von München gegründet. 1996 baute er eine über 400 m lange Strecke am Deutschen Museum in München auf und fuhr einen ganzen Sommer lang für das Museum von der Ludwigsbrücke bis zum Eingang. 2002 zog der Verein nach Sankt Oswald-Riedlhütte um, wo ihm die Gemeinde ein geeignetes Gelände zur Verfügung stellte.

## Fahrzeuge

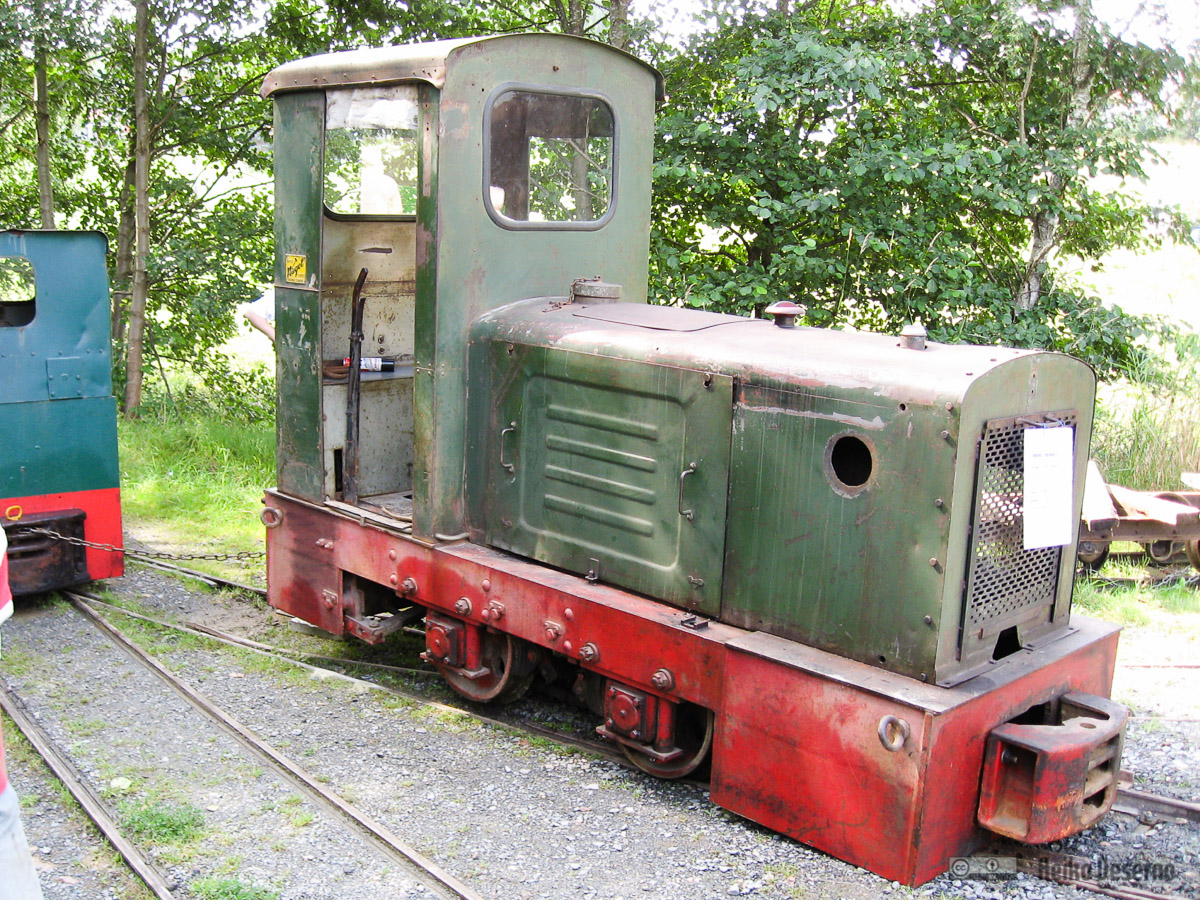
Diesellok

Die Bahn verfügt über zehn Diesellokomotiven von vier Herstellern (drei von Jung, drei von Gmeinder, drei von Diema und eine von LKM). Die meisten Lokomotiven sind betriebsbereit. Meist sind jedoch nur zwei bis drei Loks im Einsatz. Darüber hinaus gibt es mehrere Personen- und Güterwagen sowie Dienst- und Hilfsfahrzeuge.